# يوم المهندس

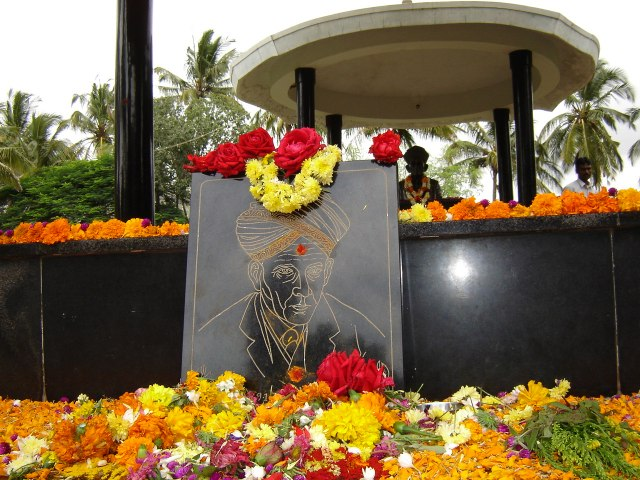

تهتم هذه القائمة بذكر تواريخ يوم المهندس في مختلف أنحاء العالم
| البلد                      | التاريخ                                                             | ملاحظات |
| -------------------------- | ------------------------------------------------------------------- | --- |
| الأرجنتين                  | 16 يونيو                                                            | يوجد عيد للهندسة في 6 يونيو، أما سبب الإحتفال بيوم المهندس ففي نفس اليوم في عام 1870 أصبح لويس أوغوستو هارجو أول مهندس في الأرجنتين.              |
| أستراليا                   | تم الإحتفال لمدة أسبوع في عام 2014 من يوم 4 إلى 10 من شهر أغسطس     | |
| بنغلاديش                   | 7 مايو                                                              | |
| البحرين                    | 1 يوليو                                                             | |
| بلجيكا                     | 20 مارس                                                             | |
| بوليفيا                    | 16 أكتوبر                                                           | |
| البرازيل                   | 11 ديسمبر 1933                                                      | هو اليوم الذي اعتمد فيه قانون رقم 23.659 مهنة المهندس، المعماري.                                                                                  |
| بلغاريا                    | تم الإحتفال لمدة أسبوع في عام 2014 من يوم 17 إلى 23 من شهر فبراير   | |
| كندا                       | شهر مارس بالكامل                                                    | |
| تشيلي                      | 14 مايو                                                             | |
| كولومبيا                   | 17 أغسطس                                                            | |
| كوستا ريكا                 | 20 يوليو                                                            | يتوافق مع إحتفال معظم البلدان الأمريكية بيوم المهندس                                                                                              |
| كرواتيا                    | 2 مارس                                                              | اختير هذا اليوم لأنه في عام 1878 تم تأسيس أول جعية للهندسة في كرواتيا.                                                                            |
| جمهورية الدومينيكان        | 14 أغسطس                                                            | |
| إكوادور                    | 29 يونيو                                                            | |
| مصر                        | سبتمبر، التاريخ متغير                                               | |
| فرنسا                      | في عام 2014، تم الإحتفال في يوم 3 إبريل                             | |
| هندوراس                    | 16 يوليو                                                            | |
| آيسلندا                    | 10 ابريل                                                            | |
| الهند                      | 15 سبتمبر                                                           | |
| إيران                      | 24 فبراير من كل عام                                                 | هذا اليوم تكريما نصير الدين الطوسي أعظم علماء إيران .                                                                                             |
| ايرلندا                    | في عام 2014، تم الإحتفال بيوم المهندس من يوم 9 فبراير إلى 15 فبراير | |
| إيطاليا                    | 15 يونيو                                                            | |
| كوريا                      | تم الإحتفال بيوم المهندس في كوريا في 30 مارس 2014                   | |
| لوكسمبورغ                  | في عام 2014، تم الإحتفال يوم 8 فبراير                               | |
| ماليزيا                    | في عام 2014، تم الإحتفال من يوم 7 إلى 15 سبتمبر                     | |
| موريشيوس                   | 13 سبتمبر                                                           | |
| المكسيك                    | 1 يوليو                                                             | |
| نيبال                      | 3 شروان                                                             | شروان شهر حسسب التقويم النيبالي من منتصف يوليو إلى منتصف أغسطس                                                                                    |
| هولندا                     | الأربعاء الثالث من شهر مارس (وافق يوم المهندس 19 مارس في عام 2014)  | |
| باكستان                    | 10 يناير                                                            | عندما تم تأسيس المجلس الهندسي الباكستاني لتنظيم مهنة الهندسة والتعليم. تم الإحتفال في عام 2014 فقط                                                |
| بنما                       | 26 يناير                                                            | |
| بيرو                       | 8 يونيو                                                             | |
| بولندا                     | وافق 14 أغسطس في عام 2014                                           | |
| البرتغال                   | 23 نوفمبر                                                           | |
| بورتوريكو                  | في عام 2014، كان الإحتفال من 13 إلى 19 مايو                         | أسبوع الهندسة |
| رومانيا                    | 14 سبتمبر                                                           | |
| روسيا                      | 22 ديسمبر                                                           | |
| سنغافورة                   | في عام 2016، كان الإحتفال يومي 23 و 24 يوليو                        | ينظم بواسطة المعهد الهندسي في سنغافورة(IES) |
| سلوفاكيا                   | 16 مارس لعام 2014                                                   | |
| سلوفينيا                   | سبتمبر                                                              | |
| إسبانيا                    | 19 مارس                                                             | |
| سريلانكا                   | 15 سبتمبر                                                           | |
| تيوان                      | 6 يونيو                                                             | |
| تنزانيا                    | 15 سبتمبر                                                           | |
| تونس                       | وافق الإحتفال يوم 26 أكتوبر عام 2013                                | |
| تركيا                      | 5 ديسمبر                                                            | |
| المملكة المتحدة            | في عام 2014، استمر الإحتفال مدة أسبوع من 14 مارس إلى 23 مارس.       | |
| الولايات المتحدة الأمريكية | أسبوع في فبراير                                                     | دائما ما يوافق هذا الأسبوع ميلاد جورج واشنطن |
| الأوروغواي                 | 12 أكتوبر                                                           | |
| فنزويلا                    | 28 أكتوبر                                                           | إحتفالا بتخرج دفعة 28 أكتوبر 1861 |
| سوريا                      | 5 يوليو                                                             | الذي اقترن بتحويل مجرى نهر الفرات عام 1970 وإقامة إحدى أهم المنشآت في تاريخ سورية وهي سد الفرات الذي تم بناؤه بسواعد المهندسين والفنيين السوريين. |